# Daphne Evangelatos
Daphne Evangelatos (griechisch Δάφνη Ευαγγελάτου Dáfni Evangelátou, * 1946 in Athen; † 18. November 2021 in München) war eine griechische Opernsängerin (Mezzosopran).

## Leben
Daphne Evangelatos entstammte einer bekannten griechischen Künstlerfamilie. Ihr Vater war der Komponist und Dirigent Antiochos Evangelatos.
Ihre musikalische Ausbildung erhielt sie zunächst in ihrer Geburtsstadt Athen, später in Wien und am Opernstudio der Bayerischen Staatsoper. Nach kurzen Zwischenstationen an den Staatstheatern Kassel und Karlsruhe wurde sie 1971 von Wolfgang Sawallisch als Ensemblemitglied an die Bayerische Staatsoper in München engagiert, wo sie bis 1983 die großen Partien ihres Fachs übernahm und anschließend bis 1995 wiederholt gastierte.
Daphne Evangelatos war Wahl-Münchnerin, trat aber regelmäßig als Opern-, Konzert- und Liedsängerin in den europäischen Musikmetropolen auf. Sie war zuletzt wiederholt in Berlin, Rom, Wien, London, Paris, Brüssel, Amsterdam, Mailand, Dresden oder Venedig zu hören und trat bei den Salzburger Festspielen, beim Edinburgh Festival und beim Athens & Epidaurus Festival auf. Ihre Bühnenlaufbahn beendete sie im Jahr 2015.
1993 wurde Daphne Evangelatos mit einer Professur für Gesang an der Hochschule für Musik und Theater München betraut und leitete zudem den Studiengang Musiktheater an der Bayerischen Theaterakademie August Everding.
Daphne Evangelatos starb am 18. November 2021 in Folge einer Krebserkrankung.

## Aufnahmen (Auswahl)
- Oscar Straus: Die lustigen Nibelungen. Mit Martin Gantner (Gunther), Daphne Evangelatos (Ute), Michael Nowak (Siegfried), Gerd Grochowski (Dankwart), Hein Heidbuchel (Volker), Gabriele Henkel (Giselher), Lisa Griffith (Kriemhild), Josef Otten (Hagen), Gudrun Volkert (Brunhilde), Christine Mann (Vogel). Kölner Rundfunkchor, Kölner Rundfunk-Sinfonie-Orchester, Siegfried Köhler (Dirigent). (Capriccio – C10753)[3]